# Partia Narodowa (Południowa Afryka)
Partia Narodowa (ang. National Party, afr. Nasionale Party, skrót. NP) – południowoafrykańska partia polityczna, działająca w latach 1914–2005. Władzę w kraju sprawowała w latach 1948–1994. Miała ona charakter konserwatywny, nacjonalistyczny, rasistowski i republikański. Jej działacze odwoływali się do dominacji białej rasy i segregacji rasowej które były podstawą doktryny apartheidu.

## Okres początkowy

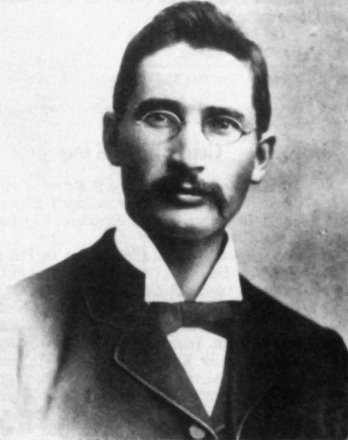
James Barry Munnik Hertzog – założyciel Partii Narodowej

W wyniku rozłamu w rządzącej Partii Południowoafrykańskiej, w 1914 w Bloemfontein jej prawicowe skrzydło przekształciło się w osobną partię, która przyjęła nazwę Partia Narodowa. Jej program odwoływał się przede wszystkim do tradycyjnych burskich wartości, gdyż to Burowie stanowili jej potencjalny elektorat. Opowiadała się za rozwiązaniem kwestii napięć rasowych poprzez rozdział ras oraz przekształceniem Związku Południowej Afryki z dominium brytyjskiego we w pełni niepodległe państwo. Jej pierwszym przewodniczącym został generał z okresu wojen burskich – James Barry Munnik Hertzog.
Przez dziesięć lat NP budowała swoją pozycję na scenie politycznej i zdobywała poparcie, co w efekcie doprowadziło ją w 1924 do wygrania wyborów parlamentarnych. Premierem rządu został Hertzog. Zaczęto wówczas tworzyć system polityki segregacji rasowej, np. w 1930 kobiety kolorowe nie otrzymały praw wyborczych, w przeciwieństwie do kobiet białych. Stawiano również kroki w kierunku pełnej niezależności od Wielkiej Brytanii – w 1931 zaakceptowano Statut Westminsterski. W 1934 NP, osłabiona przez skutki Wielkiego Kryzysu, połączyła się z Partią Południowoafrykańską Jana Smutsa, tworząc Partię Jedności. Stanowisko premiera zachował Hertzog, który stał się również przewodniczącym nowego ugrupowania. Jednak najbardziej prawicowa i nacjonalistyczna frakcja NP pod wodzą Daniela F. Malana odmówiła przystąpienia do nowej partii i utworzyła osobną – Oczyszczoną Partię Narodową (ang. Purified National Party, afr. Gesuiwerde Nasionale Party). Pięć lat później, we wrześniu 1939, wybuchła dyskusja, czy Związek Południowej Afryki powinien przystępować do wojny z III Rzeszą. Większa część Partii Jedności wraz z Janem Smutsem odpowiedziała się przystąpieniem do niej wraz z Wlk. Brytanią. Sprzeciwił się temu Hertzog – zwolennik neutralności. Wobec możliwego rozłamu zrezygnował on z teki premiera, którą przekazał Smutsowi. Kraj przystąpił do wojny 6 września.
Oczyszczona Partia Narodowa potępiła ten krok, wiedząc, że większość Burów nie popiera go, na czym można zbić polityczny kapitał. W 1940 prawicowe skrzydło Partii Jedności opuściło ją i wraz z Oczyszczoną Partia Narodową utworzyło Zjednoczona Partię Narodową (ang. Re-united National Party, afr. Herenigde Nasionale Party skrót. HNP). W okresie wojny część białych rasistów w proteście przeciwko udziałowi RPA w wojnie przeciwko Niemcom (w tym Ossewbrandwag) przeprowadziło zamachy terrorystyczne. Ugrupowanie to przejęło założenie programowe NP (z którą się identyfikowało) z lat 1914–1934 i je radykalizowało. HNP prowadziła zakrojoną na szeroką skalę propagandę antybrytyjską, wspomagała skrajnie nacjonalistyczne organizacje, m.in. Ossewabrandwag. Zyskała dzięki temu na popularności.

## Rządy

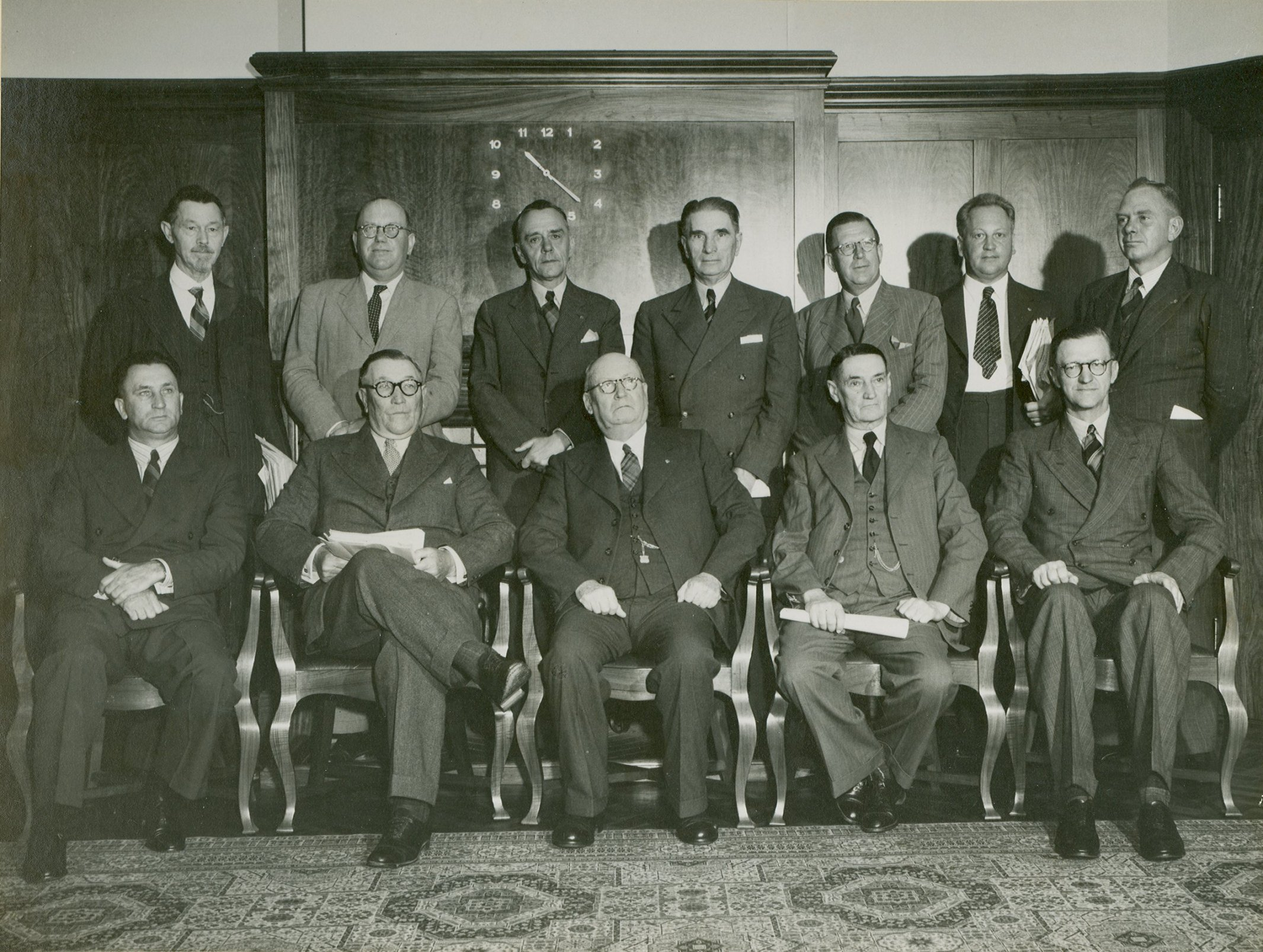
Gabinet Daniel F. Malana, powstały po wyborach w 1948

Populistyczne działania HNP doprowadziły ją do nieoczekiwanego wygrania wyborów parlamentarnych w 1948. Premierem nowego rządu został Daniel F. Malan. Nowa władza miała dwa priorytety:
- rozwiązać kwestię rasową,
- przekształcić Związek Południowej Afryki w republikę.

Zaczęto wprowadzać kolejne restrykcje, które zainicjowały politykę apartheidu. W 1949 zakazano małżeństw mieszanych, tj. pomiędzy przedstawicielami dwóch różnych ras. Rok później zakazano wszelkich kontaktów seksualnych pomiędzy takimi osobami. Całe społeczeństwo podzielono według klucza rasowego na osoby „białe”, „czarne”, „kolorowe” i „inne”. Partia wchłonęła nazistowską grupę Ossewbrandwag i jej bojówkę Stormjaers a były bojówkarz partii nazistowskiej Balthazar Johannes Vorster, w latach 1966–1978 pełnił funkcję premiera RPA.
Partia miała program otwarcie rasistowski i domagała się poszerzenia segregacji rasowej i budowy ustroju apartheidowskiego.
W 1951 HNP zmieniło nazwę na NP. W latach 50. NP wypracowała ideę homelands, nazywanych powszechnie bantustanami. Miały one gromadzić osoby inne niż białe, a wyniku rozwoju stać się niezależnymi państwami. Związek Południowej Afryki miał się stać państwem białych, gdzie czarni mogli pracować wyłącznie jako gastarbeiterzy. Osoby inne niż białe pozbawiono możliwości głosowania (1951), nakazano im posiadanie specjalnych przepustek (1952) i uczęszczanie do innych szkół (1953). Twórcami tej polityki byli trzej kolejni premierzy z ramienia NP – Daniel F. Malan, Johannes G. Strijdom oraz Hendrik F. Verwoerd. NP utrzymywał również pozycję najważniejszego uczestnika południowoafrykańskiej sceny politycznej. W 1951 r. wchłonęła ona Partię Afrykanerów.
NP dążyła również do uzyskania pełnej niepodległości od Wielkiej Brytanii. Podjęto w tym celu serię kroków. W 1950 Rada Królewska przestała być najwyższą instancją sądowniczą kraju, tę rolę przejął Sąd Najwyższy w Bloemfontein. W 1950 parlament krajowy stał się najwyższą instytucją legislacyjną. W 1957 r. flaga i hymn Związku Południowej Afryki stały jedynymi symbolami kraju. W 1961 rozpisano referendum, w którym obywatele mieli odpowiedzieć na pytanie: „Czy zgadzasz się na zastąpienie Związku Południowej Afryki republiką?” 52,29% udzieliło odpowiedzi „Tak”, natomiast 47,71% „Nie”. Wówczas kraj zmienił nazwę na Republika Południowej Afryki, królowa Elżbieta II została zastąpiona przez prezydenta Charlesa Robbertsa Swarta, a kraj wystąpił z Commonwealthu. Wydarzenie to przysporzyło NP dużej popularności i zakończyło jej drogę ku pełnej niepodległości. Zdobywała ona coraz większą przewagę nad przeciwnikami politycznymi. W latach 70. i 80. nastąpił wzrost aktywności Afrykańskiego Kongresu Narodowego oraz presji światowej opinii publicznej na zniesienie apartheidu. W samej NP pojawiły się pierwsze trudności. W 1979 r. wybuchła afera związana z nieprawidłowym finansowaniem kampanii propagandowej na rzecz poprawy wizerunku kraju, która zmusiła prezydenta Balthazara Johannesa Vorstera do ustąpienia ze stanowiska. W latach 80. władzę sprawował początkowo jako premier, potem jako prezydent Pieter Willem Botha. W 1982, wraz z powolną zmianą kursu NP, oderwała się od niej grupa skrajnie prawicowych działaczy, która utworzyła Partię Konserwatywną. W 1983 przeprowadzono referendum, które zaowocowało zmianą konstytucji – wprowadzeniem trójizbowego parlamentu oraz likwidacją urzędu premiera i przekazaniem jego uprawnień głowie państwa. Botha zaczął również powoli demontować ustawodawstwo apartheidu, zniósł np. zakaz małżeństw i kontaktów seksualnych pomiędzy osobami różnych ras. Niemniej jednak, tłumił wszelkie przejawy działalności organizacji antysegregacjonistycznych i wprowadził stan wyjątkowy, co osłabiało pozycję NP. W 1989 ster władzy w kraju i partii przejął Frederik Willem de Klerk, który postanowił zakończyć epokę apartheidu. Przeprowadził serię demokratycznych reform popieranych przez NP, co w efekcie zaowocowało w 1994 likwidacją dominacji białych oraz objęciem władzy przez Nelsona Mandelę i ANC.

## Od 1994
Na stanowisku przewodniczącego NP pozostał de Klerk, a ona sama zaczęła odżegnywać się od trudnej przeszłości. W 1997 została ona przemianowana na Nową Partię Narodową (ang. New National Party afr. Nuwe Nasionale Party skrót. NNP) zaś Marthinus van Schalkwyk został nowym przewodniczącym. Trzy lata później połączyła się z Partią Demokratyczną i stworzyła Sojusz Demokratyczny, który rozpadł się już po roku. W efekcie NP stała się partią marginalną – w 2004 połączyła się z ANC, a rok później oficjalnie rozwiązana.

## Poparcie
| Wybory | Poparcie | Zmiana punktów procentowych | Mandaty | Zmiana |
| ------ | -------- | --------------------------- | ------- | ------ |
| 1994   | 24,39%   | –                           | 82      | –      |
| 1999   | 6,87%    | 17,52                       | 27      | 55     |
| 2004   | 1,65%    | 5,22                        | 7       | 20     |

| Wybory | Mandaty | Zmiana |
| ------ | ------- | ------ |
| 1994   | 17      | –      |
| 1999   | 7       | –      |
| 2004   | 2       | 5      |

## Liderzy Partii Narodowej
- Barry Hertzog (1914–1934)
- Daniel F. Malan (1934–1953)
- Johannes Gerhardus Strijdom (1953–1958)
- Hendrik Frensch Verwoerd (1958–1966)
- Balthazar Johannes Vorster (1966–1978)
- Pieter Willem Botha (1978–1989)
- Frederik Willem de Klerk (1989–1997)
- Marthinus van Schalkwyk (1997–2005) (Nowa Partia Narodowa)